# فیروز شاه‌نامه
فیروز شاه‌نامه داستانی از محمّد بیغمی است که دنبالهٔ داراب‌نامه است و شرحِ دلاوری‌های فیروز شاه، پسرِ داراب.

## نسخه‌ها
تصحیحِ مشترکِ ایرج افشار و مهران افشاری از این کتاب در ایران منتشر شده است.